# هاندلي بيج دارت هيرالد
هاندلي بيج دارت هيرالد  (بالإنجليزية: Handley Page Dart Herald)‏ هي طائرة خطوط جوية أنتجت في 1959 ببريطانيا. من صناعة هاندلي بيج. كان أول طيران لها في 25 أغسطس 1955. صنع منها 50 طائرة.